# Isla Nipisat
La isla Nipisat («Lumpo» en groenlandés) es una pequeña isla deshabitada en el municipio de Qeqqata en el centro-oeste de Groenlandia.

## Geografía
La isla está situada a 15 km (9,3 mi) al sur de Sisimiut, a las orillas del estrecho de Davis. Pertenece al grupo de islas pequeñas y escollos localizados en la boca del fiordo de Ikertooq,  inmediatamente al oeste de la isla Sarfannguit. El brezo, el abedul enano, el sauce ártico, los líquenes bien drenados y la vegetación herbácea dominan la flora.

## Historia
En el siglo XVIII, los daneses y los noruegos llegaron a Nipisat. En 1723, Hans Egede descubrió que los nativos se dedicaban activamente a la caza de grandes barbas de ballena y los daneses establecieron el primer asentamiento, una estación comercial. Dos años más tarde, se estableció una misión pequeña en la isla, pero fue abandonada al año siguiente, y posteriormente incendiada por balleneros neerlandeses. En 1727, los noruegos Ditlev Vibe y el obispo Deichmann de Christiania recomendaron al rey de Dinamarca restablecer una estación comercial en Nipisat y establecer una estación ballenera. En 1728, Federico IV de Dinamarca ordenó construir una fortaleza en Nipisat, pero dos años más tarde ordenó su abandono y evacuación.

## Arqueología
La isla es notable por su sitio arqueológico bien conservado de la cultura Saqqaq, que contiene algunos artefactos de piedra desconocidos. El pueblo Saqqaq no es antepasado de los kalaallits, sino que está relacionado con los chukchis y koriakos. El sitio, que lleva el nombre de la isla, fue descubierto en 1989 por Finn Kramer, curador del Museo de Sisimiut. El sitio se encuentra aproximadamente a 50 m (164 pies) de la costa, situado en playas elevadas con una pendiente sureste. La elevación del área varía entre 9 m (29,5 pies) y 13 m (42,7 pies) sobre el nivel del mar. Dicha parte de la isla no mostró señales de ocupación posterior por parte de la cultura Dorset o Thule. Sin embargo, muestra señales previas a los Dorset, y de Tradición Microlítica Ártica.  Durante el período de evacuación de cinco años de 1989 a 1994, se recuperaron más de 70.000 fragmentos óseos y aproximadamente 1.000 artefactos, incluidas 314 herramientas.
El 30 de junio de 2018, fue inscrito como parte de "Aasivissuit-Nipisat – Cotos de caza marítimos y glaciares de los inuits" un sitio declarado Patrimonio de la Humanidad que se extiende hasta la capa de hielo de Groenlandia. También se incluyen otros seis sitios arqueológicos que muestran diferentes aspectos de las sociedades de cazadores-recolectores a lo largo de 4000 años de ocupación en Groenlandia.